# Яворов (жилищен комплекс)
Вижте пояснителната страница за други значения на Яворов.
„Яворов“ е жилищен комплекс в София, разположен в район „Средец“, близо до центъра. Считан е за първия жилищен комплекс в столицата.
Границите на комплекса минават по следните улици и булеварди: бул. „Цариградско шосе“, бул. „Евлоги Георгиев“, ул. „Хан Омуртаг“, бул. „Михай Еминеску“, бул. „Шипченски проход“, ул. „Незабравка“.
Условно комплексът се дели на:
- Долен Яворов – от бул. „Евлоги Георгиев“ до бул. „Михай Еминеску“ с централна улица ул. „Иван Асен II“
- Горен Яворов (бивш жк. „Ленин“[2])

Строителството около бул. „Евлоги Георгиев“ датира предимно от периода между двете световни войни. В тази част на София (ул. „Янтра“ 13) е прекарал последните години от живота си Йордан Йовков.
Окончателното застрояване на комплекса започва през ранния социализъм и завършва (с изключение на бл. 72 и бл. 73) през 1961 година.
В „Яворов“ се намират:
12 СОУ „Цар Иван Асен II“, занималня за деца „Ян Бибиян“.
Там се намира и емблематичното кино "Влайкова", едно от културните богатства на София, построено през 1926 година.. 
През 2006 г. над 1000 жители на комплекса с подписка предлагат той да бъде обявен за паметник на културата, но предложението е отхвърлено.
В квартала се намира една от новопостроените църкви в София - „Възнесение Господне“. Строителството на храма започва през 2002 година, а освещаването е извършено през 2010 г., като в олтара са вградени мощи на свети Трифон. Храмовият празник се отбелязва 40 дни след Възкресение Христово. В църквата се намират и мощи с икона на свети Елевтерий, епископ Илирийски, и свети Яков Персиец.

## Забележителности
- Домът на Йордан Йовков, ул. „Янтра“ 13
- Православен храм „Възнесение Господне“
- ул. „Иван Асен II“
- Училище „Иван Асен II“
- Офис център „Полиграфия“
- ул. „Иван Асен II“
- Емблематичното кино „Влайкова“

## Пътища
| Път                    | Наречен на                                                        | Местоположение |
| ---------------------- | ----------------------------------------------------------------- | -------------- |
| „Акад. Людмил Стоянов“ | Людмил Стоянов (1886 – 1973), писател                             | Карта          |
| „Александър Жендов“    | Александър Жендов (1901 – 1953), художник                         | Карта          |
| „Алея 2“               | –                                                                 | Карта          |
| „Алея Даниел Неф“      | Даниел Неф (1843 – 1900), швейцарско-български парков архитект    | Карта          |
| „Алея Йосиф Фрай“      | Йозеф Фрай, германско-български парков архитект                   | Карта          |
| „Алея Йохан Келерер“   | Йохан Келерер (1859 – 1938), австрийско-български парков архитект | Карта          |
| „Алея Карл Бетц“       | Карл Бец (1850 – 1925), германско-български агроном               | Карта          |
| „Борис Христов“        | Борис Христов (1914 – 1993), оперен певец                         | Карта          |
| „Владимир Василев“     | Владимир Василев (1883 – 1963), литературен критик                | Карта          |
| „Георги Марков“        | Георги Марков (1929 – 1978), писател                              | Карта          |
| „Д-р Борис Вълчев“     | ?                                                                 | Карта          |
| „Михай Еминеску“       | Михай Еминеску (1850 – 1889), румънски писател                    | Карта          |
| „Младен Павлов“        | Младен Павлов (1848 – 1935), революционер                         | Карта          |
| „Николай Ракитин“      | Никола Ракитин (1885 – 1934), поет                                | Карта          |
| „Пейо К. Яворов“       | Пейо Яворов (1878 – 1914), поет                                   | Карта          |
| „Проф. Саша Попов“     | Саша Попов (1899 – 1976), диригент и цигулар                      | Карта          |
| „Хемус“                | Стара планина, планина в България и Сърбия                        | Карта          |
| „Цар Иван Асен II“     | Иван Асен II (1190 – 1241), цар на България                       | Карта          |
| „Цариградско шосе“     | Истанбул, град в Турция                                           | Карта          |
| „Шипченски проход“     | Шипченски проход, проход в Стара планина                          | Карта          |